# 奥脇三雄
奥脇 三雄（おくわき みつお）は、漫画雑誌編集者。集英社サービス常務取締役。

## 経歴
早稲田大学卒業後、1972年に集英社に入社し週刊少年ジャンプ編集部に配属。コンタロウ、江口寿史、諸星大二郎らを担当する。その後、販売管理部門に異動。2000年代にコミック販売部部長、雑誌販売部部長などを歴任する。2003年1月には書籍販売店におけるポイントカードが実質上の値引になり、値引きを禁止する代わりに在庫を引き取る再販契約違反になるとして、雑誌販売部部長名義で警告をした。雑誌販売部部長時代より、ICタグ研究委員会の委員長として、書籍の万引き防止対策に尽力する。2004年8月に集英社取締役に昇進。2009年8月に取締役を退任し、集英社子会社の集英社サービスの常務取締役になる。

## 人物
『少年ジャンプ』では、編集者本人もしくはモデルとなったキャラクターが登場することがある。奥脇もその例に漏れず、漫画家からモデルとされ、漫画に登場している。
コンタロウの『1・2のアッホ!!』などの諸作品では一般人や漫画編集者、
新沢基栄の『3年奇面組』および『ハイスクール!奇面組』では色男組の担任教師色音好のモデルとして登場。奥脇は新沢の担当ではないばかりか、色音の初登場時には奥脇と新沢には面識が一切ないにもかかわらず登場している。新沢は「当時のギャグ漫画によく登場していた奥脇をモデルにした」と語っていることから、他の作品にも登場していたと考えられる。『3年奇面組』では会ったこともないのに勝手に「ケーハク（軽薄）」キャラクターのモデルとして扱ったということで、新沢を怒る役で手のみ本人が出演もしている。
江口寿史の『ストップ!!ひばりくん!』では江口の担当として奥脇本人が登場した。江口はこの時期既に締切を守れず原稿を落とすことが問題視されており、劇中でも苦言を呈したり、無意味なギャグを入れてページを埋めようとする江口に暴行を加える描写も多くあった。最終話では後任の担当である中平信の口から、過労と精神的ショックで死去したことが語られている。